# Giuseppe Cottone (critico letterario)
Giuseppe Cottone (Alcamo, 3 giugno 1905 – Palermo, 15 settembre 2009) è stato un critico letterario e poeta italiano.

## Biografia
Laureatosi in lettere nel 1928 all'università di Palermo, dal 1932 ebbe l'incarico per l'insegnamento prima presso il Liceo classico "Pantaleo" di Castelvetrano e dal 1938 fino al 1956 presso il Liceo di Alcamo. In seguito fu preside di alcuni istituti ad Alcamo, Castellammare del Golfo, Bagheria e a Palermo, nei licei Cannizzaro e Garibaldi.
Dal 1972 al 1975 furono gli anni dell'ultima presidenza dell'istituto Magistrale di Alcamo, per la cui apertura si era molto interessato;  fu lui a fondare ad Alcamo il Liceo Scientifico negli anni Cinquanta, e a dare il proprio contributo nella creazione dell'Istituto Tecnico.
Il professor Cottone è stato un personaggio di spicco della cultura alcamese, grande conoscitore di Dante, critico accorto della letteratura italiana, poeta e apprezzato saggista. Egli ha fatto degli studi umanistici la sua grande missione, e ha avuto il merito di togliere dal dimenticatoio le glorie del nostro passato, con delle iniziative che ne risvegliano la memoria: fra questi Francesco Lanza di Valguarnera, Cielo d’Alcamo e Giovanni Gentile.
Per dimostrare la sua tesi sull'alcamesità del poeta Cielo d'Alcamo, per ben 50 anni scrisse saggi e partecipò a convegni: questa tesi è stata infine confermata da critici importanti come Gianfranco Contini.
Cottone ha analizzato i narratori siciliani alla ricerca dell'identità sicula: Giovanni Verga, Pirandello, Bufalino, ma anche Nino Savarese e Francesco Lanza, alcuni poeti dialettali e i critici letterari Cesareo e Mignosi.
Ad Alcamo, nel 1950 istituì l'Accademia di Studi "Cielo D'Alcamo" che, in poco tempo, riuscì ad avere risonanza nazionale, e lanciò a livello italiano due grandi iniziative: la rivista "Poesia Nuova" diretta da Pietro Calandra e da Alberto Frattini dell'Università di Roma, e la "Lectura Dantis Siciliana", diretta da Cottone, Calandra e dal famoso dantista Aldo Vallone.
Ha collaborato occasionalmente, come pubblicista, coi seguenti giornali e periodici:
- La Sicilia di Catania
- La Terza Sponda di Trapani
- Ad Astra (Alcamo)
- Poesia Nuova (Alcamo-Roma)
- Giornale di Sicilia (Palermo)
- Idea (Roma)
- Sapienza, rivista di teologia di Napoli
- Quaderni del Meridione (Palermo)
- Rivista di studi Pirandelliani di Agrigento
- Ragioni critiche di Catania
- Trapani sera
- Comunità in cammino di Palermo
- Il Nuovo Risveglio di Castelvetrano.[4]

È stato presidente onorario de “L’ottagono letterario”, attraverso il quale, per anni, ha rilanciato il nome di Pietro Mignosi.
Inoltre diversi suoi saggi critici si trovano nei volumi de Lo Frutto (Edizioni dell'Accademia di Studi "Cielo D'Alcamo") pubblicati negli anni '50.
Nel 1987 ha ricevuto la cittadinanza onoraria di Castelvetrano, nel 1989 ha promosso un convegno nazionale ad Alcamo su Cielo d’Alcamo.
A Castelvetrano, nel 1992 è stato tra i fondatori del Centro Internazionale di Cultura Filosofica "Giovanni Gentile".
Ha donato la sua biblioteca personale, più di tremila volumi, al Circolo della Gioventù di Castelvetrano.
È morto a Palermo il 15 settembre 2009, all'età di 104 anni.
La sua attività ha abbracciato un arco temporale lungo 90 anni dal 1919 anno in cui ha realizzato il suo primo componimento In nozze della sorella Provvidenza al 2009 anno in cui ha realizzato la sua ultima "fatica" letteraria ossia la post-fazione al libro "Alcamo nel XX secolo - Volume II" di Andrea Chiarelli e Dario Cocchiara.

## Vita privata
È rimasto unito in matrimonio alla moglie per 74 anni, dal giorno delle nozze alla morte di lei (11 novembre 1933 - 6 gennaio 2008).

## Opere

### Opere poetiche
- In nozze della sorella Provvidenza, Alcamo, Bagolino, 1919. (Canzone)
- Flamma amoris, Alcamo, Iemma, 1920
- Reduce, Alcamo, Iemma, 1921. (Poemetto drammatico)
- Paesana, Alcamo, Bagolino, 1933; 2ª ed., Alcamo, Accademia di Studi "Cielo D'Alcamo", 1989
- Incontrarsi, antologia di poesie in lingua; Palumbo editore, 2006
- Nuga, edito da Sellerio, Palermo
- Narratori sicani,  raccolta di saggi sulla letteratura siciliana

### Opere saggistiche
- Due saggi critici, Alcamo, La Folgore, 1924. (Su G. Longo e G. Messana)
- Dal Liberalismo al Fascismo, Stato Corporativo, 1932
- La Commedia dell'arte in Italia, Alcamo, Bagolino, 1934
- La dottrina del fascismo, Firenze, La Nuova Italia, 1936
- La "pietas" nella pace augustea, Palermo, Trimarchi, 1938
- Giuseppe Messana, Milano, Gastaldi, 1942
- La Commedia dell'Arte e l'Opera dei Pupi, Alcamo, Alcione, 1944
- Introduzione ad una lettura tonale del Contrasto di Cielo d'Alcamo, Alcamo, 1950
- Lo frutto, voll. 3, 1950-54
- Cielo D'Alcamo. Poeta di media condizione, Alcamo, Accademia di Studi "Ciullo D'Alcamo", 1951
- Don Giuseppe Rizzo (sacerdote alcamese), Alcamo, Accademia di Studi "Ciullo D'Alcamo", 1952
- Luigi Pirandello e la poetica del personaggio, Roma-Palermo, IECE,1952
- Il tempo e l'anima del poeta G. Messana, Alcamo, Accademia di Studi "Ciullo D'Alcamo", 1953
- Narratori siciliani, Alcamo, Accademia di Studi "Ciullo D'Alcamo", 1954. (Su Verga, Lanza, Giudici, Lo Curzio);
- Francesco Lanza, Mimi siciliani, Alcamo, Accademia di Studi "Ciullo D'Alcamo", 1956
- La Sicilia, Firenze, Vallecchi, 1957. (Con P. Bargellini)
- Presenza di Gabriele D'Annunzio, Roma-Palermo, IECE, 1964
- Lectura dantis siciliana, Alcamo, Accademia di Studi "Ciullo D'Alcamo", 1955; 2ª ed., Torino, S.E.I., 1965
- Il canto 24° del Purgatorio, Torino, S.E.I., 1965
- Il racconto e il saggio di Leonardo Sciascia, Roma-Palermo, IECE, 1966
- L'idealismo mistico di Guido Gozzano, Roma-Palermo, IECE, 1973
- Lo Frutto. Da Cielo a Dante, Palermo, Palumbo, 1980
- Atti del convegno culturale su Alcamo nella storia, Sala delle Assemblee, 7 maggio 1979, a cura di G. Cottone, s.i., s.e., 1981 (Trapani, Cartograf)
- La Cassa Rurale e Artigiana "Don Rizzo", Alcamo, 1982
- Epifànie, Palermo, Palumbo, 1985
- Echi, Palermo, Palumbo, 1987
- Presenza di G. D'Annunzio e i Saggi su Gozzano e Pirandello, Roma-Palermo, 1988
- Il ritorno di Cielo in Patria, Alcamo, 1990
- I doni (indicazioni e ricordi), Palermo, Palumbo, 1992
- Il futurismo della Provincia Siciliana, Bagheria, 1994